# Řád trinitářů

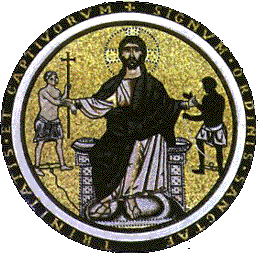
Znak Řádu Nejsvětější Trojice

Řád trinitářů (OSST), přesněji Řád Nejsvětější Trojice pro vykupování zajatců, latinsky: Ordo Sanctissime Trinitatis pro redemptione captivorum, francouzsky: Ordre de la Très-Sainte-Trinité pour la rédemption des captifs, je katolický řád, který vznikl na konci 12. století ve Francii coby společenství řeholních kanovníků pro vykupování zajatců od Maurů.
Začátkem 17. století byli trinitáři přetvořeni v žebravý řád.

## Historie

### Založení řádu
Zakladatelé řádu Jan z Mathy a Felix z Valois byli vedeni myšlenkou ustanovit řeholní společenství, jehož hlavní náplní bude almužnou shromažďovat prostředky na vykupování zajatců z muslimských rukou. Trvalý válečný konflikt té doby mezi jižní Evropou a muslimským Maghrebem volal po takovém projektu. V roce 1198 byl nový řád schválen a dne 17. prosince téhož roku potvrzen bulou Operante divine dispositionis papeže Innocence III.
Král Filip II. August rovněž povolil zavedení nového řádu ve Francii a slíbil mu svou podporu. Pozemek pro stavbu prvního kláštera postoupil jistý šlechtic Gauthier de Châtillon. To byl počátek kláštera Cerfroid v dnešním Brumetz ve Francii, dep. Aisne.

### Zvláštnosti řádu

Znak Řádu trinitářů

Řádové stanovy založené na Augustiniánské řeholi mj. ukládaly třetinu veškerých příjmů odvádět na vykupování otroků bez ohledu na momentální ekonomickou situaci komunity. Členové se mohli zavázat slavným slibem, že v případě potřeby sami sebe nabídnou za svobodu zajatce, na jehož vykoupení by už nezbylo peněz.
Významný klášter v Paříži byl zbudován ještě za života sv. Jana z Mathy na místě, kde stával kostel sv. Mathurina. Proto se v Paříži říkalo trinitářům též mathurini.
Zakladatel sv. Jan z Mathy získal důvěru krále Filipa Augusta a stal se jeho dvorním bohoslovcem, duchovním rádcem a osobním kaplanem. Tento úřad byl pak přiřknut všem následujícím vrchním představeným řádu trinitářů.

### Doba rozkvětu
V době největšího rozkvětu v 15. století čítal řád na 800 klášterů po celém světě a několik tisíc členů.

## Trinitáři a české země

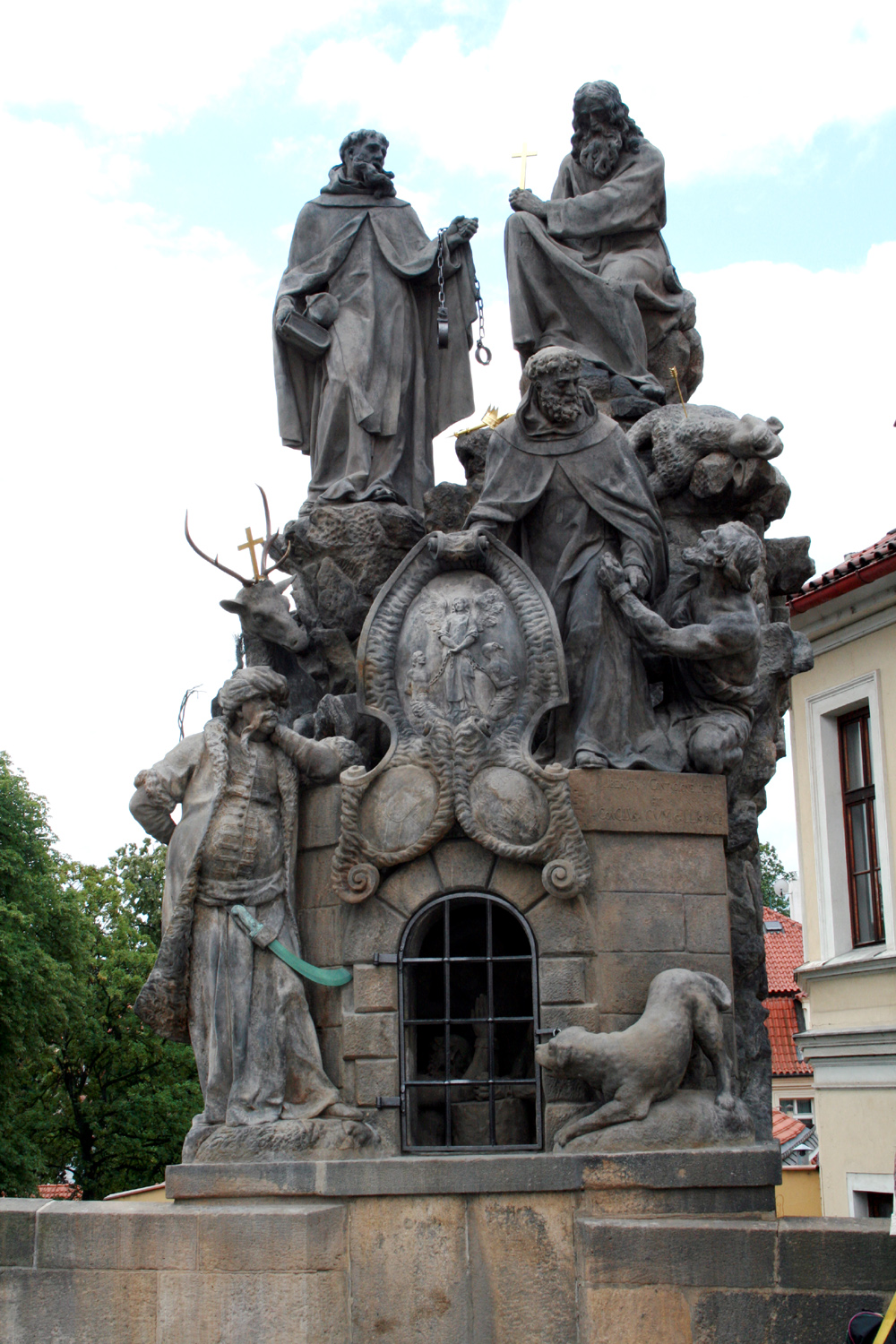
Sousoší svatých Jana z Mathy, Felixe z Valois (zakladatelů řádu) a sv. Ivana na Karlově mostě v Praze

V českých zemích neměli trinitáři až do 18. století žádný klášter. Nicméně veřejnosti nebyli neznámí. Zasloužili se o to především mniši z Uher, kteří i českými kraji procházeli, prosíce o almužnu.

### Čechy
V roce 1705 byl založen první klášter v Praze Na Slupi a v roce 1707 přemístěn do Spálené ulice kde byl vystavěn nový klášter kostelu Nejsvětější Trojice. Klášter ve Štěnovicích u Plzně byl založen v roce 1753 při kostele sv. Prokopa vzniklého vestavbou do raně barokní sýpky. V roce 1783 zrušen Josefem II.

### Morava
22. října 1722 byla podepsána zakládací listina kláštera v Zašové na Valašsku. Kromě císařského povolení smlouva obsahovala závazek hraběte Karla Jindřicha ze Žerotína předat trinitářům dosud nedokončený kostel v Zašové.
V roce 1747 založil majitel panství Holešov, hrabě František Antonín z Rottalu při obnoveném kostele sv. Anny v Holešově klášter trinitářů. Původní klášterní budovu, dokončenou v tomtéž roce po levé straně presbyteria kostela sv. Anny nemohli nově příchozí mniši kvůli vlhku a zimě obývat a proto jim umožnil majitel panství dočasně přebývat v holešovském zámku. V letech 1748–1750 byla vystavěna nová budova kláštera po pravé straně presbyteria, do které se řádoví bratři definitivně přestěhovali. V roce 1752 byla vedle kostela sv. Anny vystavěna kaple sv. Flámia (sv. Kosmy a Damiána) s nástropními malbami F. Pilze zpodobňujícími panteon svatých se vztahem k trinitářskému řádu. Klášter byl zrušen v rámci josefinských reforem v roce 1782. O rok později byl zrušen také trinitářský klášter v Praze.

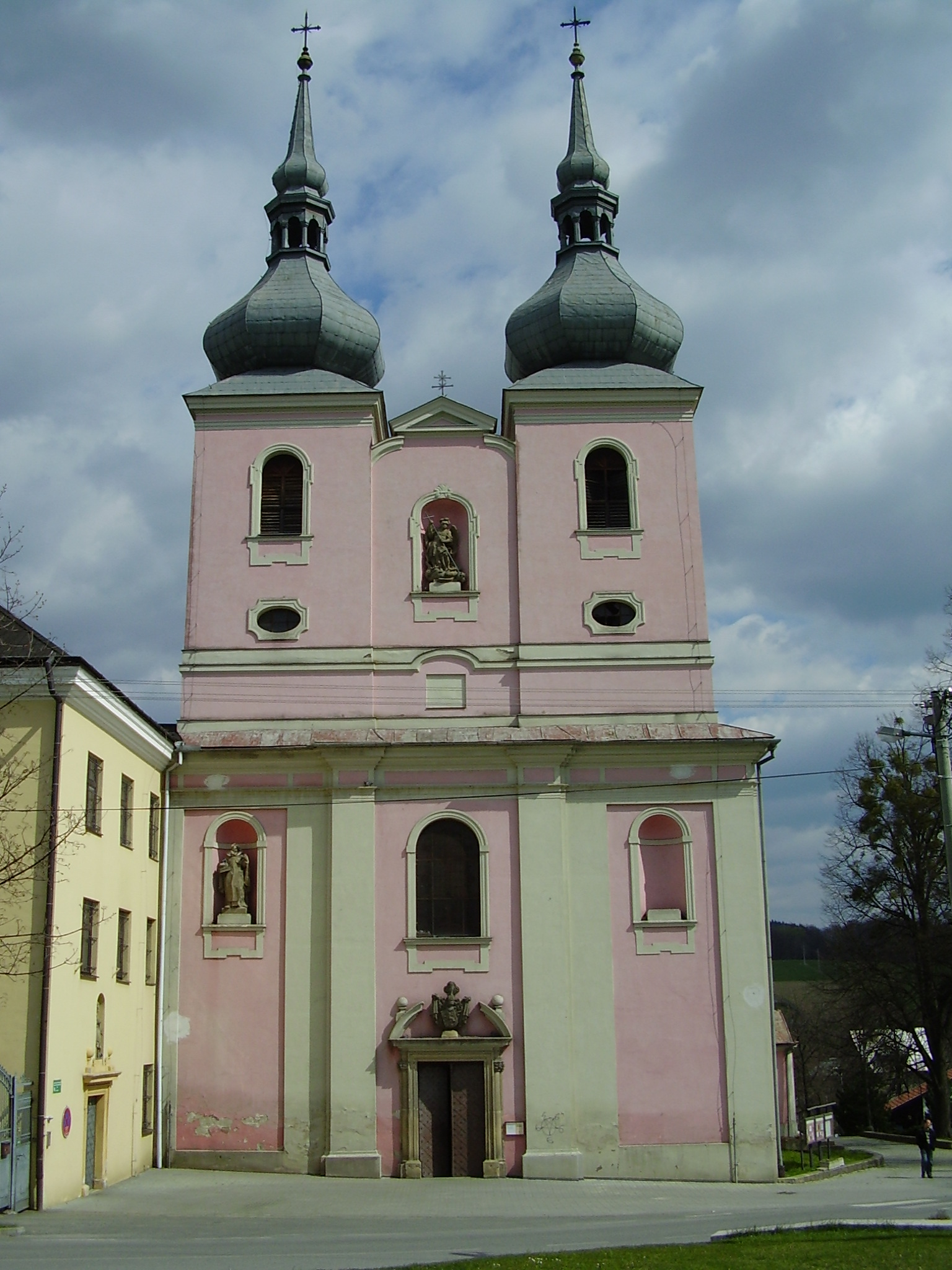
Kostel Navštívení Panny Marie v Zašové na Valašsku (1725)

Reformy císaře Josefa II. ukončily v roce 1783 činnost všech trinitářských klášterů na území habsburské monarchie, tedy i v zemích České koruny.

## Trinitáři dnes
V současné době má řád přibližně 600 členů, z toho asi 400 kněží. Řádoví bratři vypomáhají v duchovní správě katolických farností, konají misie mezi křesťany i nekřesťany a sbírkami podporují výchovnou činnost zejména v zemích Třetího světa.
V čele řádu stojí generál. Jeho podřízenými jsou provinciálové a vikáři odpovědní za řádové provincie. Jednotlivé domy zvané konventy nebo koleje řídí ministr. Členové mají buď kněžské svěcení nebo jsou bratry laiky. Při konventech je zaveden i třetí řád pro laiky.
Řád Nejsvětější Trojice má své domy na starém kontinentě především ve Španělsku a Itálii, dále ve Francii, Rakousku a Polsku. V Americe to jsou USA, Kanada a Mexiko. Samostatnou provincii najdeme též na Madagaskaru.